# Rubus menitskyi
Rubus menitskyi är en rosväxtart som beskrevs av Krassovsk.. Rubus menitskyi ingår i släktet rubusar, och familjen rosväxter. Inga underarter finns listade i Catalogue of Life.